# Jötunn

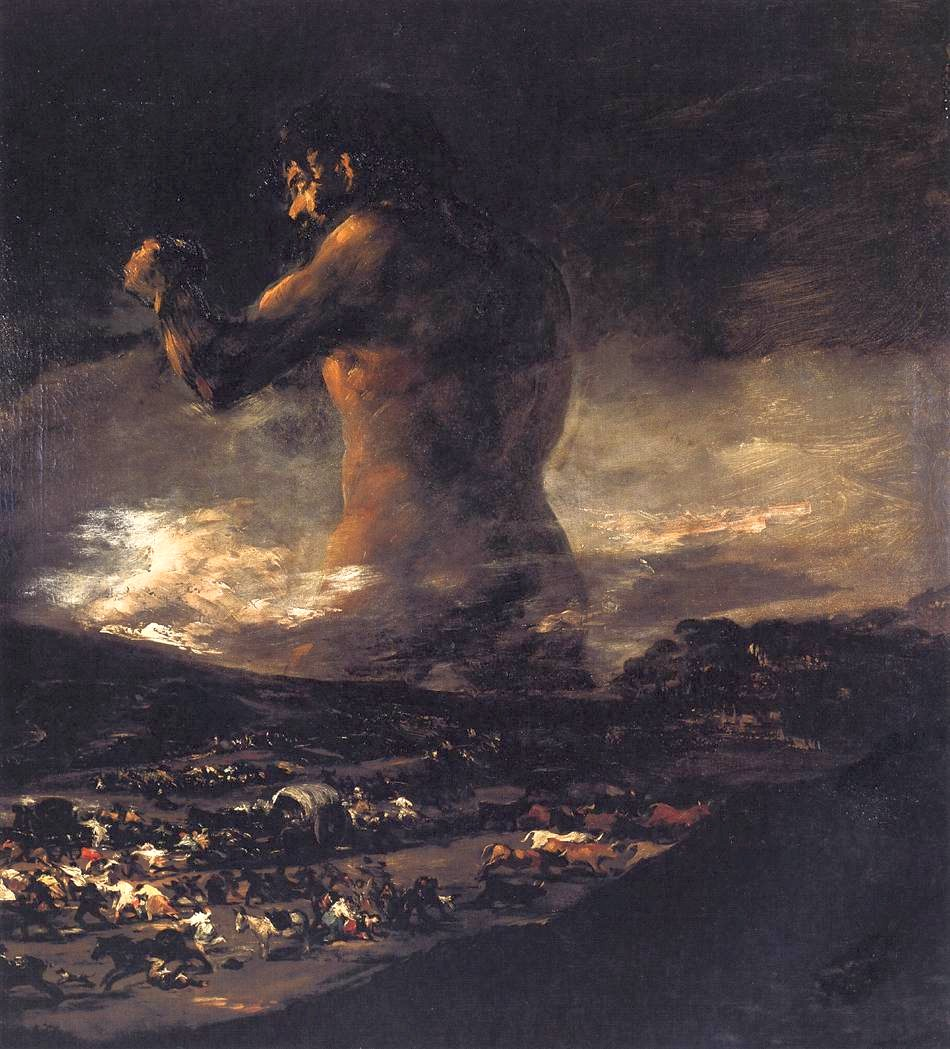
Francisco de Goya: Az óriás (1808)

Az óriások (ó-skandinávul jǫtnar, e.sz. jǫtunn) erős, de nevükkel ellentétben nem szükségszerűen nagynövésű, emberformájú lények a skandináv mitológiában. Népük tagjai közt ugyanúgy megtalálható az elbűvölően szép és bölcs, mint az ügyetlen, együgyű, gonosz és ocsmány. Az óriások többnyire ellenségesek az emberekkel és az istenekkel szemben, de nem ritka, hogy jó viszonyt ápolnak egymással. Több istennek is a házastársa óriás volt. Az óriás (jätte) szót rokonnak tekintik az enni (äta) szóval és azt jelentené, hogy „falánk habzsoló”. Egyéb használt névváltozatok: rese, jötunn és turs, amelyek jelentései: nagyság, erő és buta.

## A skandináv mitológiában
A skandináv mitológia szerint a "fagyóriások", Buri (Bure) és Ymir (Ymer) voltak az első alakok az istenek ősei mellett. Ymir kozmikus méretű volt és a világot az ő testéből gyúrták, teremtették. Az akkor élő óriásokat mind belefullasztották Ymir vérébe (vagyis a világtengerbe), Bergelmir és felesége kivételével, akiktől az összes későbbi óriás származik.

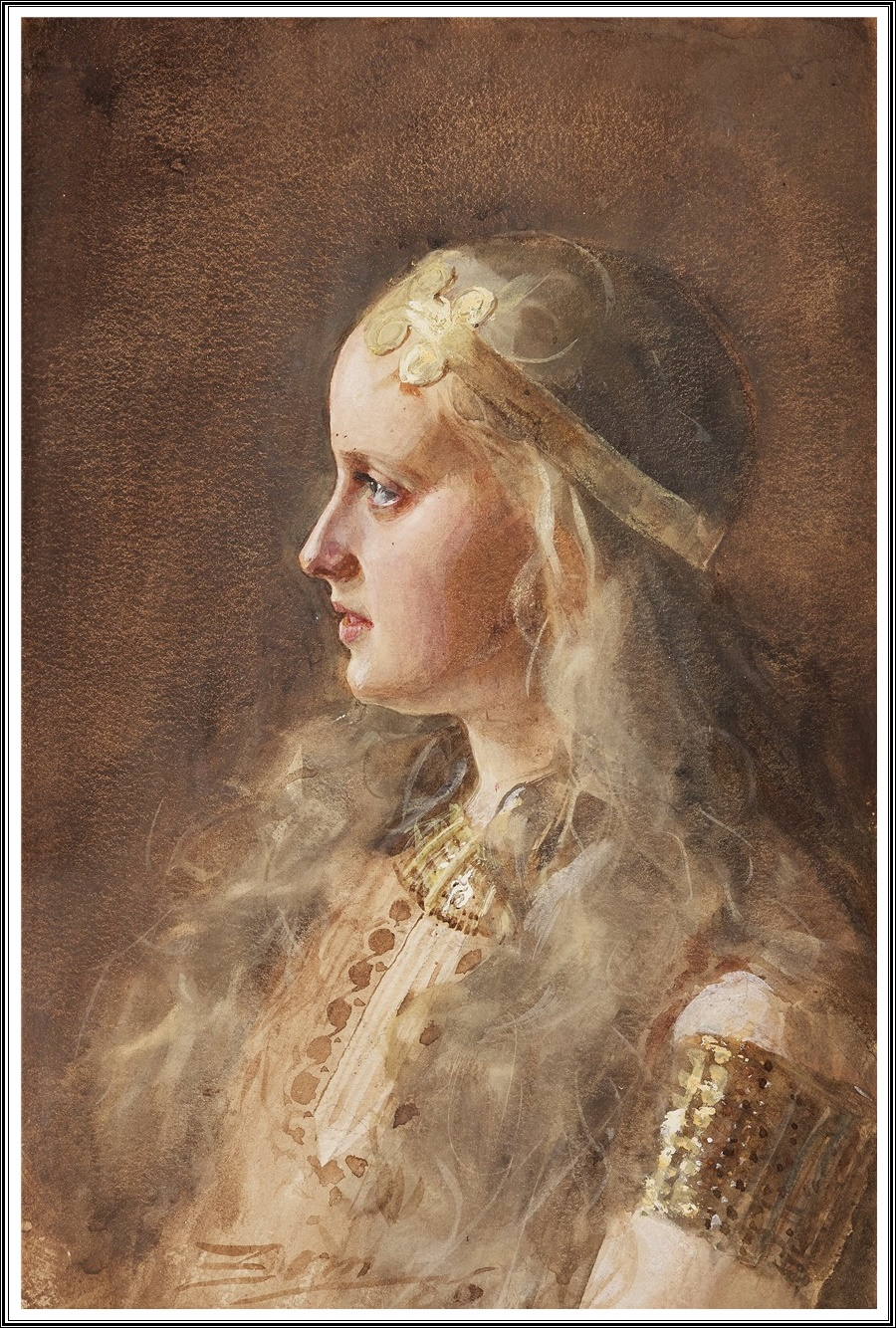
Anders Zorn: Az óriás Gunnlöd, Suttung lánya

Az eredetüknél fogva az óriásokat az ősidők káoszával és a vad, zabolátlan természeti erőkkel társították. Leírják, hogy sziklákat több kilométerre tudtak hajítani és nyomokat hagytak maguk után kőtömbök, kráterek és kőhalmok formájában.
Ellenséges beállítottságúak minden magasabb életforma iránt és külsejük torz, sötét-bőrűek, több fejűek és félelemkeltők. A birodalmuk, a Jotunheim (óriásotthon) egyike az Yggdrasil kilenc világának, ami Midgardtól északra és Asgardtól keletre terül el, hótakarta hegyekkel és mély erdőkkel elválasztva ettől, az emberek világától. A Jotunheimben van a hatalmas Utgard vár, ahol a ravasz Utgard Loki az úr.
Az emberek földjén (Midgard) az óriások sötét barlangokban laknak a föld szélén vagy a hegyekben. Imádják a sötétséget, különösen az óriásnők, akik éjszaka farkasok hátán lovagolnak és mindenféle gonoszságot követnek el. Ha meglepi a napfény őket, kővé válnak. Ezek ellen az óriások söpredéke ellen folytat Thor állandó harcot.
Nem minden óriás gonosz és ezeket elfogadják az istenek. Az óriások és az istenek valójában rokon nemzetségek, maga Odin is anyai ágon Böltorn nevű óriástól származik. Több isten köt házasságot, vagy lép intim kapcsolatba óriással, például Njörd és Skade, Frey és Gerd, Odin és Gunnlöd, Thor és Jarnsaxa. Loki mindkét ágon az óriásoktól származik, de befogadták az ázok közé. A tenger óriás-istene, Ägir vendégségbe hívja az isteneket, s azok később viszonozzák a meghívást.

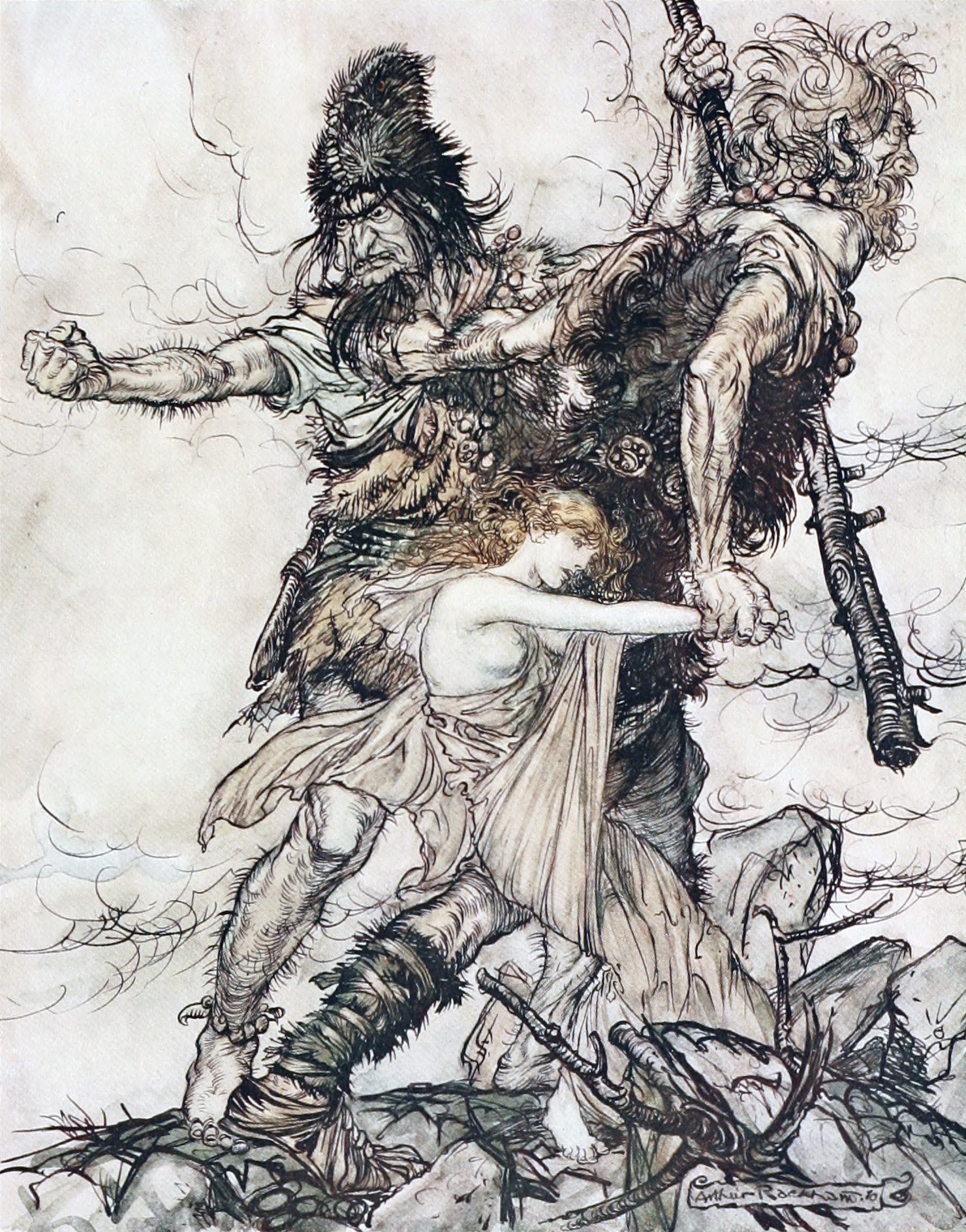
Arthur Rackham: Az óriások elrabolják Freyját

A görög mitológia titánjaihoz hasonlóan az óriások egy régebbi nemzetség, akiket kiszorítanak és részben kipusztítanak az új istenek.
Az ősi erőn kívül az óriások megtartották az eredendő ártatlanságot és naivságot is, s ezért használnak rájuk olyan jelzőt az Eddában, mint „gyermeki”. Ezen kívül birtokában vannak az ősi tudásnak és bölcsességnek, ami korábbi időkből van, mint amire az istenek vissza tudnak emlékezni. Odin is azért keresi fel Ymirt és Valftrudnirt, hogy ezeket az ismereteket elsajátítsa. Azokat az óriásokat, akik békés viszonyban vannak az istenekkel, szépnek ábrázolják és az otthonukat lakályosnak.
Több mondában is említik, hogyan csapják be az óriásokat, és nem fizetik ki a megegyezett járandóságukat az elvégzett munka után. Így építtették Bergresevel a várfalat Asgard körül is. Mindig úgy intézik, hogy a munka csak majdnem készül el, s így a fizetség elmarad. Az istenek és az óriások közti végső harcban (Ragnarök) az óriások végképp kipusztulnak az új világban, ami azután következik, abban nincs helye az óriások nemzetségének.

## Egyéb összefüggésben
Óriások gyakran szerepelnek a mesékben. Gyakran ellenségesek az emberekkel szemben, de vannak kivételek. Az is megszokott, hogy az óriások borzalmas véget érnek, például a Finn meséje. A mese szerint az óriás, Finn építette a katedrálist Lundban, de fizetség helyett kővé változtatták.
Ahogyan korábban az óriások harcoltak az ázok ellen, úgy harcolnak a keresztény időkben az Egyház ellen. Óriási sziklákat dobáltak a templomokra, mert nem állhatták a harangzúgást.
A néphiedelem úgy tartotta, hogy az óriások valamikor az ókorban éltek, és a kereszténység elterjedtével kipusztultak. Egyéb nyomai az óriásoknak a különleges mélyedések (talajformációk), amiket az óriások lábnyomainak feleltetnek meg.
Mindenhol láthatók az óriásoktól eldobált sziklatömbök, és a néphit a mai napig is sokat tud mesélni a hegyóriások által elraboltakról, az óriások pompás palotáiról, a gazdagságukról és a kövér csordáikról. Norvégiában a néphitben és a mesékben a troll (manók) akkora méreteket öltöttek, hogy ezeket is óriásoknak lehet tekinteni.
Az ős-számi (ős-lapp) képzeletvilágban a "jiettanas", többnejű, emberevő óriások voltak. Ezeket néha meg tudták fogni, s akkor megették őket az emberek. A hasuk tele volt olyan nemesfémekkel, mint arany és ezüst. Hogy ezen elképzelések a germán mitológiából erednek vagy nem, vitatott dolog.
A görög mitológiában az óriások megfelelői a gigászok és a titánok.
A bibliában az 1Mózes 6:4 és a 4Mózes 13:33-34 pontokban említik az óriásokat.

## Fordítás
- Ez a szócikk részben vagy egészben  a   Jätte című svéd Wikipédia-szócikk fordításán alapul.  Az eredeti cikk szerkesztőit annak laptörténete sorolja fel. Ez a jelzés csupán a megfogalmazás eredetét és a szerzői jogokat jelzi, nem szolgál a cikkben szereplő információk forrásmegjelöléseként.
- Ez a szócikk részben vagy egészben  a   Jötunn című angol Wikipédia-szócikk fordításán alapul.  Az eredeti cikk szerkesztőit annak laptörténete sorolja fel. Ez a jelzés csupán a megfogalmazás eredetét és a szerzői jogokat jelzi, nem szolgál a cikkben szereplő információk forrásmegjelöléseként.